# Corethrella ugandensis
Corethrella ugandensis är en tvåvingeart som beskrevs av Art Borkent 2008. Corethrella ugandensis ingår i släktet Corethrella och familjen Corethrellidae.
Artens utbredningsområde är Uganda. Inga underarter finns listade i Catalogue of Life.